# 少女洛荷
《少女洛荷》（德語：Lore，[ˈloːʁə]）是一部2012年德国和澳大利亚合拍的战争剧情电影，由凯特·绍特兰导演，萨斯基亚·罗森达尔主演，剧本改编自蕾切尔·赛费特写于2001年的小说《暗室》。故事讲述了党卫军高官之女洛荷面对纳粹德国的败亡，必须经历一段刻骨铭心的成长之旅。
《少女洛荷》于2012年6月9日在悉尼电影节上首映，同年9月20日和11月1日分别在澳大利亚和德国公映，并代表澳大利亚角逐第85届奥斯卡金像奖最佳外语片。

## 剧情
汉内洛蕾·“洛荷”·德雷斯勒（Hannelore "Lore" Dressler，萨斯基亚·罗森达尔饰演）本来与家人们生活在德国西南部，但随着二战结束，洛荷的父母也因纳粹党高官的身份受到同盟国当局的通缉。在父母为逃脱逮捕而消失后，洛荷只得带领她的兄弟姐妹们长途跋涉900多公里，前往远在汉堡附近胡苏姆湾的祖母家。他们一路上躲避着盟军士兵的搜索，也遇到了形形色色的德国人。机缘巧合下，一名自称托马斯（Thomas，凯-皮特·马立纳饰演）的年轻男子加入了他们的行列，沿途护送着他们前行。自幼的家庭教育让洛荷起初十分反感托马斯犹太集中营幸存者的身份，但随着故事发展，二人的关系也愈加亲近。与此同时，洛荷逐渐认识到她的父母与纳粹德国的另一面，这一切都动摇着她一直以来的信仰。

## 角色
| 演員                           | 角色                                                 |
| ------------------------------ | ---------------------------------------------------- |
| 萨斯基亚·罗森达尔              | 汉内洛蕾·「洛荷」·德雷斯勒 Hannelore "Lore" Dressler |
| 凯-皮特·马立纳                 | 托马斯 Thomas                                        |
| 内勒·特雷布斯                  | 莉泽尔 Liesel                                        |
| 尤拉西纳·拉尔迪                | 穆蒂（母亲） Mutti (the mother)                      |
| 汉斯-约亨·瓦格纳               | 瓦蒂（父亲） Vati (the father)                       |
| 安德烈·弗里德 André Frid       | 君特 Günther                                         |
| 米卡·赛德尔                    | 于尔根 Jürgen                                        |
| 埃娃-玛丽亚·哈根               | 奥米（祖母） Omi (the grandmother)                   |
| 尼克·豪拉斯切克 Nick Holaschke | 彼得 Peter                                           |
| 斯文·皮皮格                    | 鲍尔 Bauer                                           |
| 菲利普·韦格拉茨                | 赫尔穆特 Helmut                                      |

## 制作
电影制片保罗·韦尔什很早就确定了改编蕾切尔·赛费特原著小说的计划，并邀请罗宾·慕克吉为本片撰写剧本。当凯特·绍特兰作为导演加入后，又修改了部分剧本内容，以便更好契合她的风格。电影开拍后，剧组才敲定本片将主要采用德语对白，这使得拍摄进程延期一年，其中一家来自英国的资助机构则以其不允许支持非英语电影的准则宣布退出。

## 发行
本片于2012年6月9日在悉尼电影节上首映，随后于8月2日在洛迦诺电影节上展映，并赢得了大广场奖（Piazza Grande Awards）下设的观众奖（Prix du public UBS）。本片后来又在全球各大电影节上亮相。在11月举办的斯德哥尔摩电影节上，本片一举拿下四项大奖，包括最佳影片铜马奖。本片曾代表澳大利亚角逐第85届奥斯卡金像奖最佳外语片，但未能入选最终名单。
本片于2012年9月20日登陆澳大利亚院线，并于同年11月1日在德国上映。电影还于次年2月陆续在法国、比利时和爱尔兰上映，同时也曾在美国和英国有限上映。

## 反响

### 专业评价
《娱乐周刊》的编辑莉萨·施瓦茨鲍姆给予本片B+的评价，并表示：“这部由凯特·绍特兰执导的电影层层深入而引人入胜，充满了浮光掠影式的破碎意象，当孩子们行进于陌生的乡间，现实则冲击着他们原有的道德观念。对于萨斯基亚·罗森达尔饰演的忧郁少女洛荷而言，倘若过往所受的所有教育，那些关于希特勒、犹太人乃至祖国荣耀的理念完全错误，这会比行走于月球更令她难以接受。”
SBS的编辑沙恩·丹尼尔森（Shane Danielsen）基于五星满分为本片打出四星，认为电影画面或许很美，但绝非资产阶级审美，它也有残酷的现实场景，反映出对中产阶级礼节观念的谴责，“这是一部本身就令人敬畏的作品”。
2023年3月，本片在爛蕃茄發表「270部由21世紀女性執導的電影佳作」清單榜上有名。

### 奖项及提名
本片在2013年度澳大利亚影视艺术学院奖和德国电影奖上斩获颇丰，也曾获多个国际电影节奖项与提名，包括洛迦诺电影节、斯德哥尔摩电影节和北京国际电影节等。